# Alexander von Richter

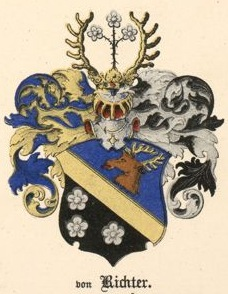
Familienwappen der von Richters

Christoph Melchior Alexander von Richter (* 16. Februar 1802 in Riga; † 30. März 1864 in Riga) war ein deutsch-baltischer Freiherr, Staatswissenschaftler, Rechtshistoriker und Wirklicher Staatsrat im Russischen Kaiserreich.

## Leben
Alexander studierte seit 1819 Staats- und Kameralwissenschaften in Sankt Petersburg, Dorpat und zuletzt in Göttingen. Eine Studienreise führte ihn danach nach London und Paris.  Er kehrte 1825 nach Riga zurück und erhielt am 23. September 1825 von der Kaiserlichen Universität zu Dorpat die Würde eines Magisters der freien Künste. Dann folgte eine längere Zeit als Beamter in Sankt Petersburg, dort war er im Kollegium der auswärtigen Angelegenheiten (Außenministerium) angestellt. Im Rang eines livländischen Regierungsrates kehrte er 1840 erneut nach Riga zurück und war beim baltischen Generalgouverneur Fürst Alexander Arkadjewitsch Suworow als „älterer Beamter“ zu besonderen Aufträgen abgestellt. Seinen letzten Lebensabschnitt verbrachte er in München und in Dresden. In München promovierte er zum Doktor der Rechte und kehrte 1864 erneut zurück nach Riga. Hier setzte er sich vermehrt für die baltische Justizreform ein.

## Herkunft und Familie
Alexander v. R. stammte aus der deutsch-baltischen Adelsfamilie von Richter.  Sein Vater war der russische Generalmajor Leonhard von Richter (1778 – 1823), der mit Margaretha Dorothea von Richter, einer geborenen Freiin von Budberg (1759 – 1809) verheiratet war. Alexander heiratete Martha Helena Eugenia von Budberg (1818 – 1862), ihre Nachkommen waren:
- Helene von Richter (* 1846 in Riga; † 1919 in Frankfurt a. M.) ⚭ Otto Philipp Donner von Richter (1828 – 1911), Maler und Archäologe
- Theodor Andreas Gotthard Baron von Richter (* 1852 in Riga; † 1925 in Jena)
  - Leonhard Christoph Hugo von Richter (* 1901) ⚭ Ada Maud Wolter (* 1907 in Chemulpo)

## Werke
- Essai sur le commerce maritime des neutres.[1]
- Der livländische Strafprocess [Strafprozess] nach den einheimischen Quellen und den Hülfsrechten, mit Bezugnahme auf die Grundsätze einer richtigen Processtheorie und die neuesten Gesetzgebungen. T. 1–2, Riga, 1845 dspace.ut.ee
- Das Secretbuch des Rigashen Bürgermeister Jürgen Dunte u. die Handelspolitik Riga’s in d. I Hälfte d. 17. Jahrh.  // Inland (1857) 2–3
- Über die geschichtliche Entwicklung des Zunftwesens in den Ostseeprovinzen, namentlich in Riga.  // Inland (1857) 9–10.
- Geschichte der dem russischen Kaiserthum einverleibten deutschen Ostseeprovinzen: bis zur Zeit ihrer Vereinigung mit demselben, Band 1 + 3; Geschichte der dem russischen Kaiserthum einverleibten deutschen Ostseeprovinzen: bis zur Zeit ihrer Vereinigung mit demselben, Band 2, Ausgabe Neuauflage, Verlag N. Kymmel, 1858, Original von University of Michigan books.google.de
- Essai politique et historique sur le partage et la transmissibilité de la propriété territoriale : ^bd'après le principe de la stabilité en Russie et dans quelques autres pays, Leipsic, bFrédéric Fleischer, 1839, http://dlibra.bmino.pl/dlibra/docmetadata?id=315195393&from=pubstats
- Schrift über die Reform der Proceßgesetzgebung in den Ostseeprovinzen, Riga, 1864